# Église Saint-Michel de Liffré
Pour les articles homonymes, voir Église Saint-Michel.
L’église Saint-Michel de Liffré est un édifice religieux situé à Liffré, dans le département français d'Ille-et-Vilaine, en région Bretagne.

## Historique
Cette église fut construite entre 1888 et 1938 par Arthur Regnault et est la deuxième de la série romano-byzantine à plan centré de cet architecte aux 50 églises. Elle vient après celle de Corps-Nuds et avant celles de Maxent, La Fresnais, Maure-de-Bretagne et Tinténiac.
À son inauguration, seulement le chœur était pratiquement achevé. Pour le maître-autel, très admiré, une entreprise implantée à la frontière de Belgique avait fourni les marbres, et la maison Lesage de Paris les Douze Apôtres en relief et la porte du tabernacle. Le ciborium était couvert de mosaïques réalisées par Odorico. Dans l’abside, un Christ puissant était encadré de Marie et Saint Michel (la peinture est signée de Gaston Jobbé-Duval). Les vitraux du chœur montrent les armes de Léon XIII et du cardinal Place .
Arthur Regnault meurt en 1932 et c'est Hyacinthe Perrin qui achèvera le clocher.
L'église est inscrite aux monuments historiques depuis le 23 janvier 2014,.

## Architecture

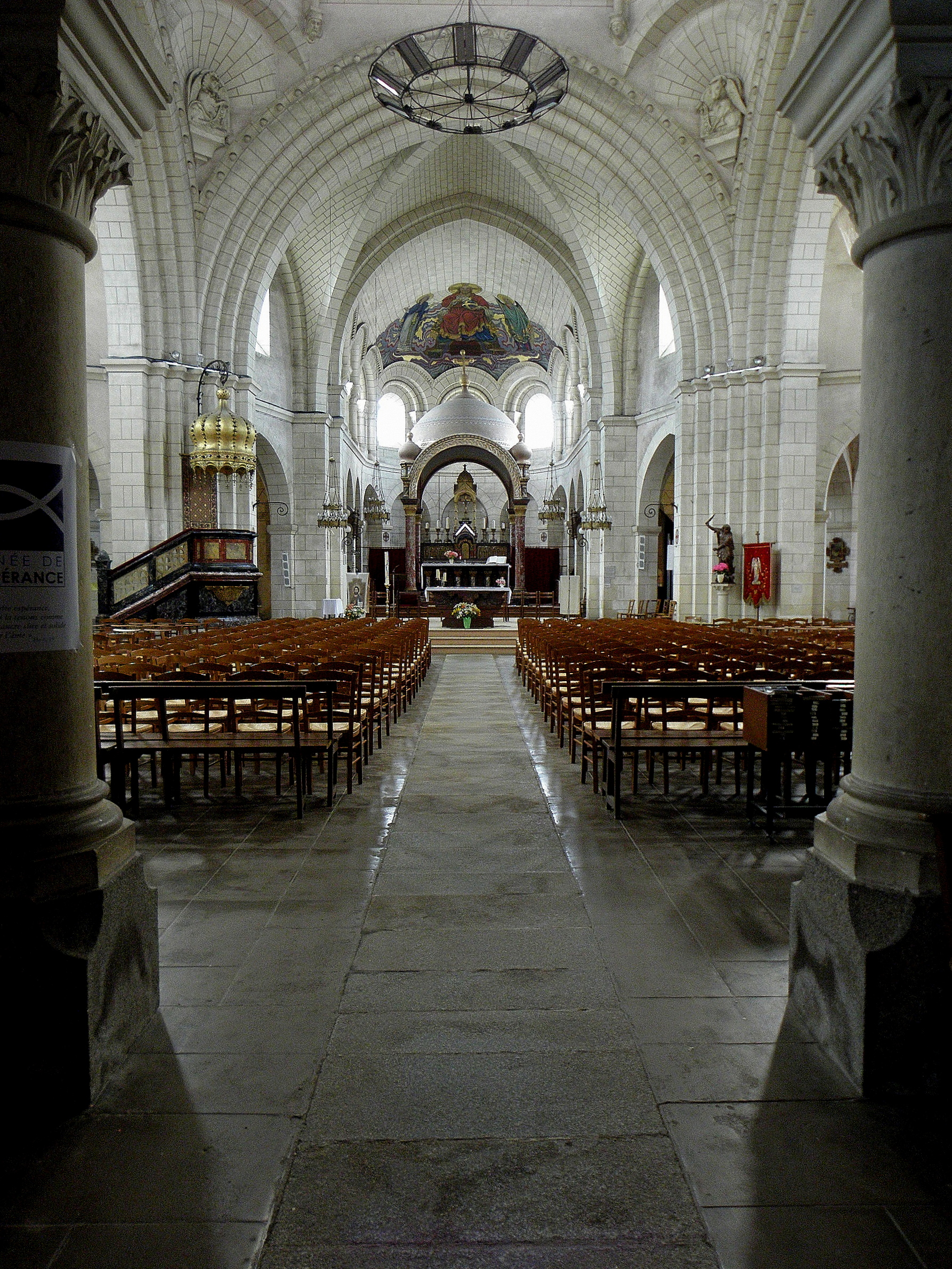
Intérieur de l'église.
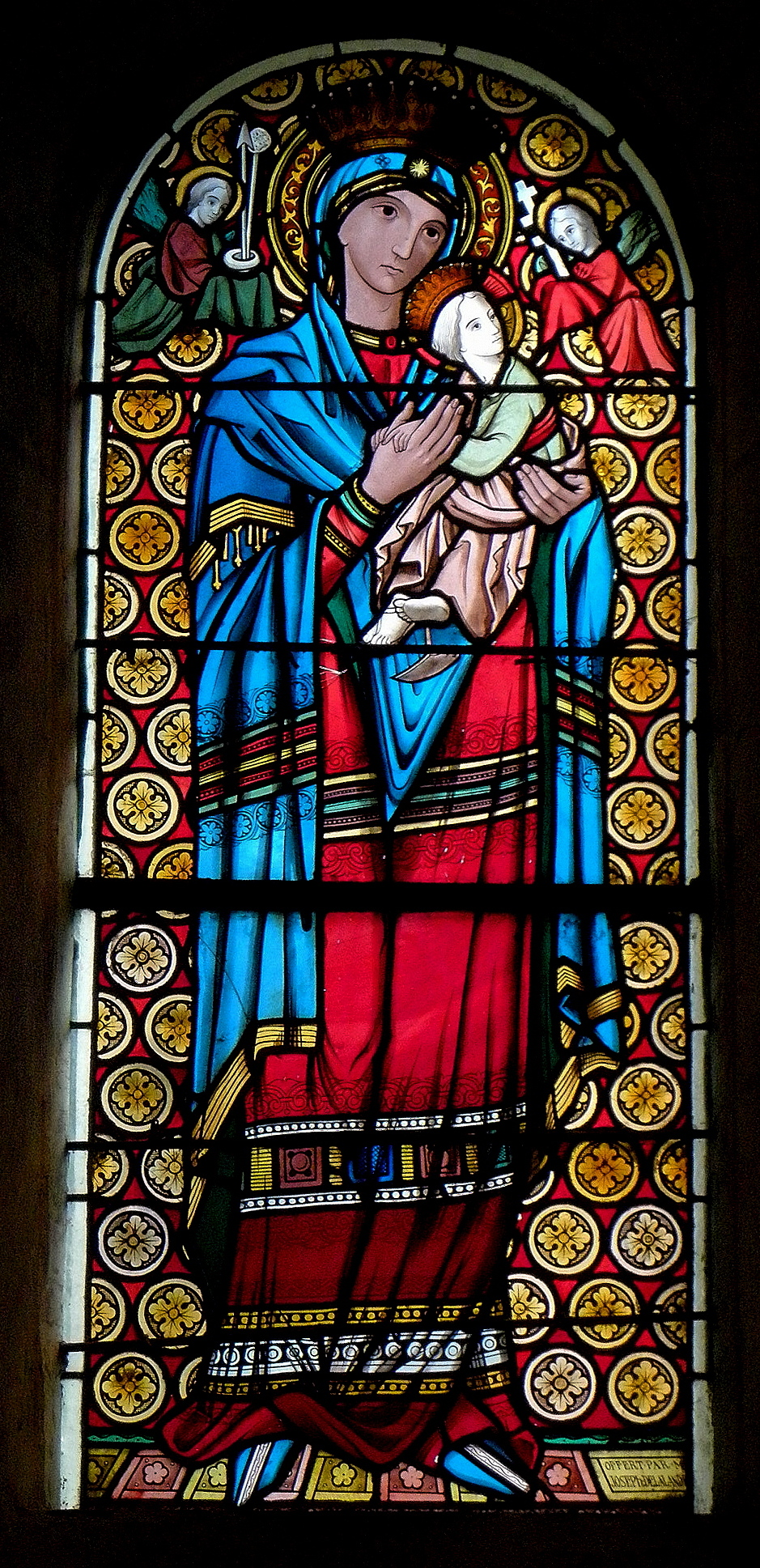
Vitrail, Vierge à l'Enfant.
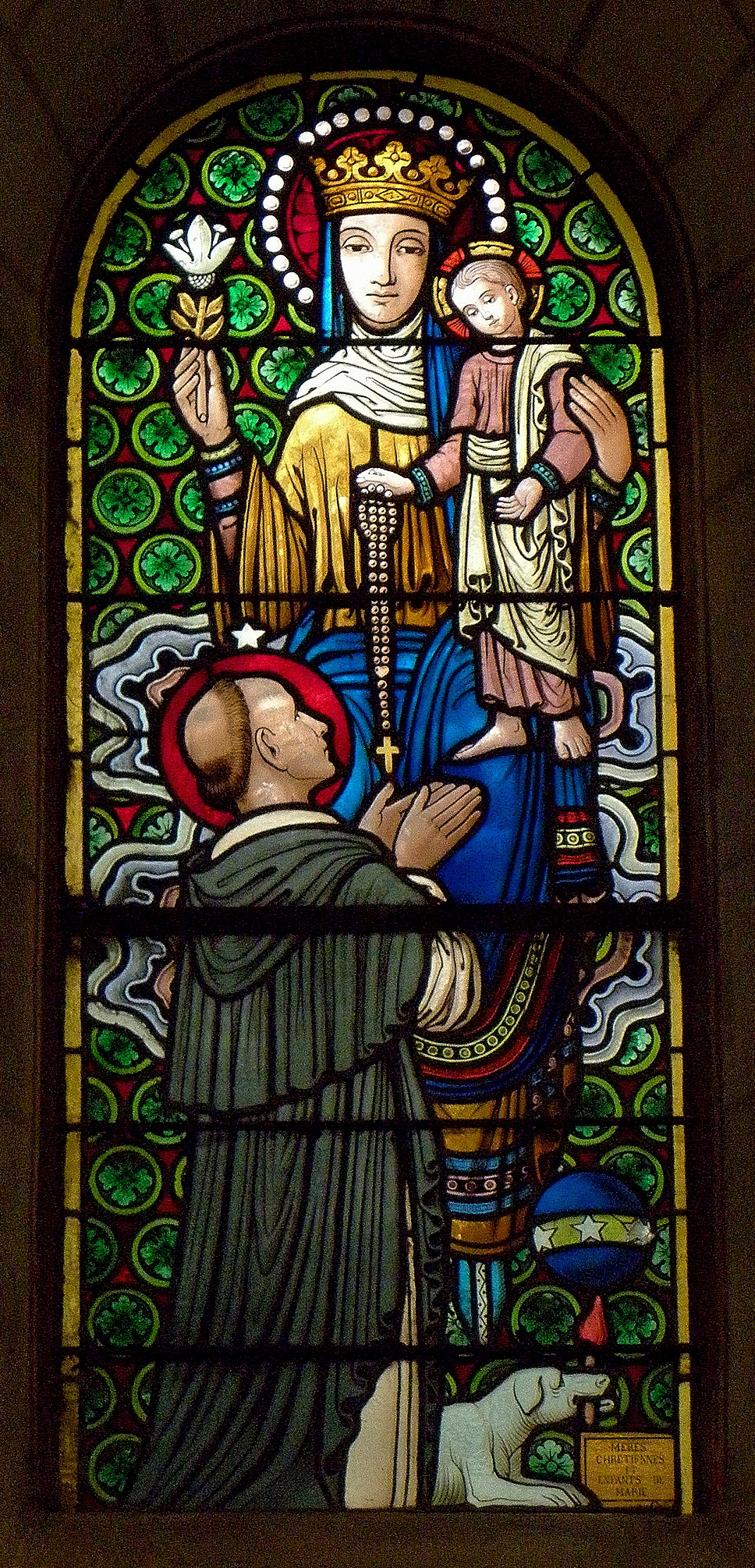
Vitrail, donation du Rosaire à saint Dominique.